# Агдаський район
Агдаський район (азерб. Ağdaş) — адміністративна одиниця в центральному Азербайджані.

## Історія
Ще з давніх-давен люди оселилися на території Агдашу, який має сприятливі природно-кліматичні умови. Давньогрецький автор Страбон (I століття до нашої ери) у своїх замітках писав про проживання на цій території людей, які займаються господарською діяльністю, про використання річки Туріанчай у верхній і середній частині її течії в господарських цілях і судноплавстві.
Завдяки агрокліматичним умовам ще з прадавніх часів тут розвивалося землеробство і скотарство, що послужило високому рівню розвитку культури землеробства. Тому весь цей час тут вирощувалася високоякісна пшениця, фрукти, розвивалося шовківництво, а згодом широко поширилося і бавовництво.
У другій половині середньовіччя ця територія називалася Араш і перебувала в підпорядкуванні у Ширванського беглярбекства. Цією територією керували феодали, що носили титул «султанів». Згодом у ході Осман-Сефевідської війни Арашський султанат, що переходив з рук в руки, дуже ослаб, і в 50-ті роки XVIII століття перетворився на васала Шекінського ханства.
У 1795 році султанат був ліквідований і приєднаний до Шекінського ханства.
У 1873 році в ході адміністративних реформ, які проводилися царизмом, у складі Єлизаветпольської губернії було утворено Арашський повіт. Площа повіту становила 3212,5 км², а населення — 52 371 осіб.
Арашський повіт було ліквідовано у 1929 році, а в 1930 було утворено Агдашський район.
Заснований у XVI столітті міський центр, з 1900 року носить статус міста Агдаш.

## Населення
Динаміка росту населення:
- 1999 — 89 600 мешканців
- 2002 — 92 100 мешканців
- 2003 — 92 400 мешканців
- 2005 — 94 400 мешканців
- 2010 — 103 032 мешканця

## Адміністративний устрій

### Міські муніципалітети
- Агдашський міський муніципалітет

### Селища
- Ляки

### Сільські муніципалітети
- 1. Хушунський сільський муніципалітет
- 2. Кюкяльський сільський муніципалітет
- 3. Арабський сільський муніципалітет
- 4. Хосровський сільський муніципалітет
- 5. Аралбирський сільський муніципалітет
- 6. Шамсабадський сільський муніципалітет
- 7. Тофігський сільський муніципалітет
- 8. Гараган-Шихларський сільський муніципалітет
- 9. Юхари-Гесільський сільський муніципалітет
- 10. Гюльбендемський сільський муніципалітет
- 11. Шордехнінський сільський муніципалітет
- 12. Дехнехалілський сільський муніципалітет
- 13. Агджаязінський сільський муніципалітет
- 14. Голгетинський сільський муніципалітет
- 15. Корарахський сільський муніципалітет
- 16. Джувендський сільський муніципалітет
- 17. Гошаговагський сільський муніципалітет
- 18. Шекілінський сільський муніципалітет
- 19. Арабоджагський сільський муніципалітет
- 20. Піркекінський сільський муніципалітет
- 21. Ашаги Зейняддінський сільський муніципалітет
- 22. Мюрсальський сільський муніципалітет
- 23. Шихлінський сільський муніципалітет
- 24. Гумлахський сільський муніципалітет
- 25. Ашаги Немятабадський сільський муніципалітет
- 26. Гяріблінський сільський муніципалітет
- 27. Юхари Немятабадський сільський муніципалітет
- 28. Гобуустинський сільський муніципалітет
- 29. Гарадаглінський сільський муніципалітет
- 30. Гараогланський сільський муніципалітет
- 31. Джуджукський сільський муніципалітет
- 32. Мешадський сільський муніципалітет
- 33. Піряірський сільський муніципалітет
- 34. Нехрехалілський сільський муніципалітет
- 35. Котанархський сільський муніципалітет
- 36. Джардамський сільський муніципалітет
- 37. Гювекендський сільський муніципалітет
- 38. Амірархський сільський муніципалітет
- 39. Біналарський сільський муніципалітет
- 40. Єниджинський сільський муніципалітет
- 41. Орта Лякінський сільський муніципалітет
- 42. Ашаги Лякінський сільський муніципалітет
- 43. Абадський сільський муніципалітет
- 44. Гарадеінський сільський муніципалітет
- 45. Еймурський сільський муніципалітет
- 46. Піразендський сільський муніципалітет
- 47. Агзибірський сільський муніципалітет
- 48. Котаванський сільський муніципалітет
- 49. Хинихлінський сільський муніципалітет